# Памірське шосе
Памірське шосе, автострада М41 — автомобільна дорога, що проходить через гори Памір територією Афганістану, Узбекистану, Таджикистану і Киргизстану завдовжки понад 1200 км, досягаючи висоти 4655 м (перевал Акбайтал) і є одним із найвисокогірніших шосе світу.
Дорога побудована в 1931—1934 роках. Пізніше реконструювалась.
Це єдиний безперервний шлях через складний рельєф гір і основний шлях постачання Горно-Бадахшанської автономної області Таджикистану. 
Цей маршрут використовувався протягом тисячоліть, оскільки існує обмежена кількість життєздатних маршрутів через високогір'я Паміру. 
Дорога була однією з ланок стародавнього торгового Шовкового шляху. 
М41 — це радянський номер дороги, але він залишається офіційним позначенням лише в пострадянському Узбекистані, як підтверджено офіційним указом.
Киргизстан і Таджикистан ухвалили укази про скасування радянської нумерації автомобільних доріг і присвоєння власної національної нумерації.

## Опис маршруту
Джерела розходяться в думках звідки починається шосе, з Мазарі-Шарифу Афганістан; Душанбе, Таджикистан; і Хорог, Проте всі джерела погоджуються, що Памірське шосе закінчується у місті Ош Киргизстан. 
Сьогодні маршрут є частиною автомагістралі М41, яка починається в Термезі на  37°12′39″ пн. ш. 67°16′20″ сх. д. / 37.21083° пн. ш. 67.27222° сх. д. і закінчується в Кара-Балті на захід від Бішкека, Киргизстан на 42°49′40″ пн. ш. 73°52′53″ сх. д. / 42.82778° пн. ш. 73.88139° сх. д.. 
Маршрут проходить на північ через Термез, а потім повертає на схід і перетинає Таджикистан — через Душанбе, столицю Таджикистану, до Хорога, перетинаючи річки Кафірніган, Вахш і Бартанг, далі на схід близько 310 км до Мургаба, де перетинає річку Мургаб. 
Потім шосе проходить через перевал Акбайтал заввишки 4655 м і повз озеро Каракуль, а потім перетинає Киргизстан і закінчується в Оші.
Дорога була побудована частково наприкінці XIX століття (під час Великої гри), 
 
і переважно в 1930-х роках Радянським Союзом. 

У 2000-х роках Памірське шосе було з'єднано з Китаєм і Каракорумським шосе. 

Памірське шосе позначається як траса М-41 на більшій частині своєї довжини в Таджикистані та Киргизстані та відоме як друга за висотою міжнародна автомагістраль у світі (4655 м). 
Ділянка між Душанбе і Мургабом нумерована як європейський номер маршруту E008. 
Ділянка між Сари-Ташем і Ошем, Киргизстан, нумерована як європейський маршрут E007.
Рівень ремонту та обслуговування суттєво різниться вздовж шосе. 
У деяких місцях дорога ґрунтова, але більшу частину має тверде покриття. 

За винятком ділянок у Киргизстані та поблизу Душанбе, дорога на більшій частині своєї довжини сильно пошкоджена ерозією , землетрусами , зсувами та лавинами .
Іноді його називають «Героїновим шосе», більша частина з дев’яноста тонн героїну, які щороку провозяться через Таджикистан, прямує цим маршрутом. 

## Основні точки на Памірському шосе
Якщо від Оша прямувати Памірським шосе, то маршрут траси можна записати так:
м. Ош – перевал Талдик (3615 м, перевал через Алайський хребет) – м. Гульча – долина р. Гульча – перевал Киргизстан (3541 м) – с. Сари-Таш (Алайська долина) – перевал Кизил-Арт (перевал через Заалайський хребет, в'їзд на територію Горно-Бадахшанської автономної області, кордон між Киргизстаном і Таджикистаном) – долина річки Маркансу – перевал Уйбулак (4200 м) – озеро Каракуль — перевал Акбайтал (4655 м) — Мургаб — перевал Найзаташ (4314 м) — долина Алічур — перевал Харгуш (4091 м) — перевал Тагаркати (4168 м) — долина річки Сулу-Тагаркати — перевал Кой-Тезек (4251 м) — долина річки Гунт  — Хорог — долина річки Пяндж  — село Калайхум  — перевал Хабуработ (3720 м) — долина річки Обігінгоу — долина річки Вахш  — місто Душанбе.
- Киргизстан[2]
  - дорога ЭМ-05: Ош — перевал Талдик — Сари-Таш
  - дорога ЭМ-06: Сари-Таш — Карамик[en] — кордон Таджикистану
- Таджикистан[3]
  - дорога РБ07: Кордон Киргизстану — Вахдат — Обі-Гарм — Вахдат
  - дорога РБ04: Вахдат — Душанбе
  - дорога РБ02: Душанбе — Турсунзаде
- Узбекистан[1]
- дорога М41: Кордон Таджикистану — Денов — Термез